# Stenotaenia haussknechtii
Stenotaenia haussknechtii är en flockblommig växtart som beskrevs av Pierre Edmond Boissier. Stenotaenia haussknechtii ingår i släktet Stenotaenia och familjen flockblommiga växter. Inga underarter finns listade i Catalogue of Life.